# Znečištění plasty

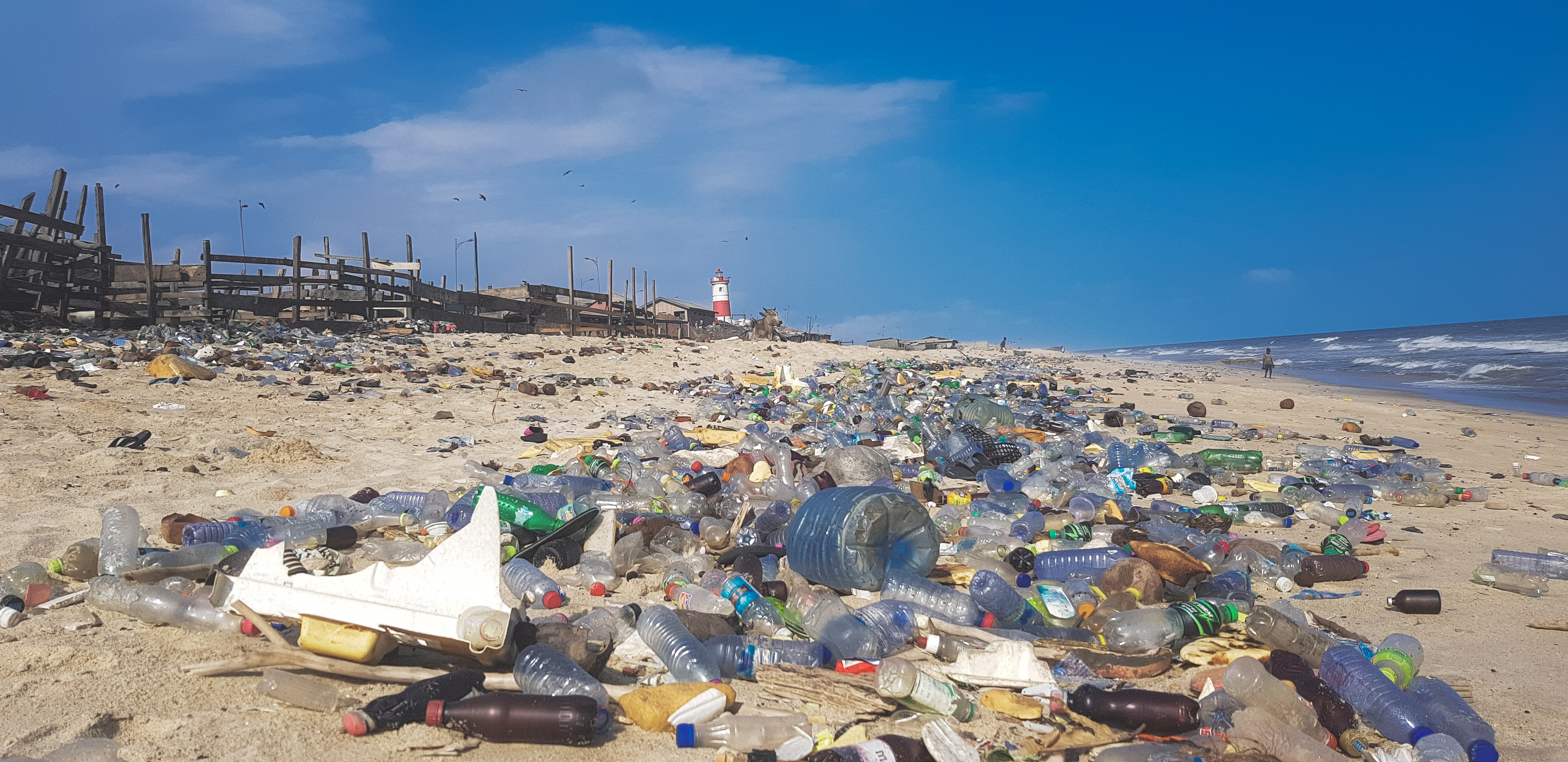
Pláž v Akkře (Ghana) je znečištěna plasty

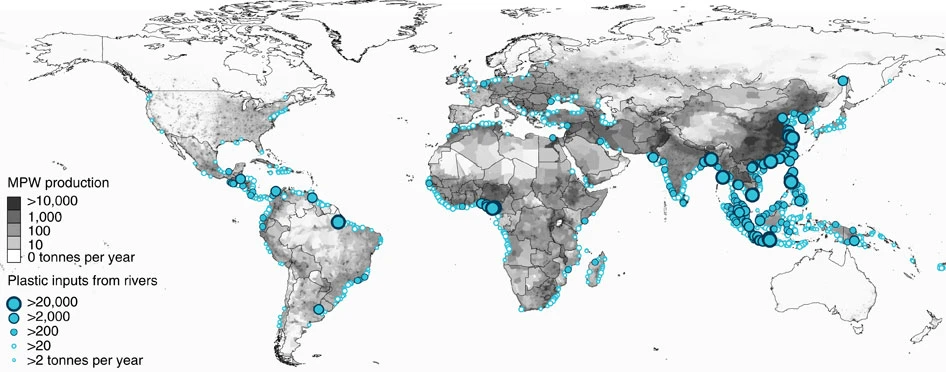
Mapa produkce plastů a jejich toku do oceánů.

Znečištění plasty je hromadění umělohmotných předmětů a částic (např. plastových lahví, sáčků a mikročástic) v přírodním prostředí, které nepříznivě ovlivňuje volně žijící živočichy, přírodní stanoviště a lidi. Plasty, které působí jako znečišťující látky, se na základě velikosti dělí na mikročástice (mikroplasty), mezočástice a makroskopické odpady. Umělé hmoty jsou levné a trvanlivé, a v důsledku toho jsou lidmi vyráběny ve velkém množství. Chemická struktura většiny plastů je však činí odolnými vůči mnoha přírodním procesům degradace, a v důsledku toho se jen pomalu rozkládají. Tyto dva faktory společně vedly k velkému dopadu plastového znečištění na životní prostředí. Ovšem větší zátěž pro životní prostředí tvoří obsah a nikoli plastové obaly. Bioplasty se sice rychleji rozkládají, ale pro životní prostředí jsou stejně toxické jako obyčejné plasty.
Plastové znečištění může postihnout půdu, vodní toky a oceány. Odhaduje se, že do se oceánu z pobřežních zdrojů ročně dostává 1,1 až 8,8 milionů tun plastového odpadu. Živé organismy, zejména mořští živočichové, mohou být poškozeny buď mechanickými účinky, jako je zapletení do plastových předmětů, nebo problémy spojenými s požitím plastového odpadu anebo tím, že jsou vystaveny chemickým látkám obsaženým v plastech, které narušují jejich fyziologii. Účinkem na člověka je narušení různých hormonálních mechanismů.
K roku 2018 se na celém světě ročně vyprodukuje asi 380 milionů tun plastů. Od padesátých let do roku 2018 bylo celosvětově vyrobeno odhadem 6,3 miliardy tun umělých hmot, z nichž bylo odhadem 9 % recyklováno a dalších 12 % spáleno. Další velké množství plastového odpadu vstoupilo do životního prostředí. Studie naznačují, že těla 90 % mořských ptáků obsahují plastové zbytky. V některých oblastech bylo vyvinuto značné úsilí v boji proti znečištění plasty, a to snížením spotřeby plastů, zpracováním odpadu a podporou recyklace plastů. O čištění oceánů a řek, které do nich ústí, usiluje společnost The Ocean Cleanup.